# Nickelodeon Mexico Kids' Choice Awards
O Nickelodeon Kids' Choice Awards México é a edição mexicana do Kids' Choice Awards realizados nos Estados Unidos e a primeira premiação da Nickelodeon de fala hispana. Igual que os prêmios estadunidenses, o KCA México é realizados pela Nickelodeon.

## Edições
| Ano  | Data           | Condutor(é)                                   | Recinto                                 | Cidade           |
| ---- | -------------- | --------------------------------------------- | --------------------------------------- | ---------------- |
| 2003 | 15 de maio     | Arath da Torre, Yordi Rosado e Wendy González | Teatro Chinês de Six Flags México       | Cidade do México |
| 2010 | 4 de setembro  | Anahí e Omar Chaparro                         | Teatro Chinês de Six Flags México       | Cidade do México |
| 2011 | 3 de setembro  | Danna Paola e Brian Amadeus                   | Teatro Chinês de Six Flags México       | Cidade do México |
| 2012 | 18 de setembro | Jaime Camil                                   | Pepsi Center do WTC da Cidade de México | Cidade do México |
| 2013 | 31 de agosto   | Jaime Camil                                   | Pepsi Center do WTC da Cidade de México | Cidade do México |
| 2014 | 20 de setembro | Paty Cantú e Roger González                   | Pepsi Center do WTC da Cidade de México | Cidade do México |
| 2015 | 15 de agosto   | Maite Perroni e Mario Bautista                | Auditório Nacional                      | Cidade do México |
| 2016 | 20 de agosto   | Galilea Montijo e Sebastián Villalobos        | Auditório Nacional                      | Cidade do México |
| 2017 | 19 de agosto   | Caelike e Mario Bautista                      | Auditório Nacional                      | Cidade do México |
| 2018 | 18 de agosto   | Os Polinesios: Leslie, Karen e Rafa           | Auditório Nacional                      | Cidade do México |
| 2019 | 17 de agosto   | Isabella "La Bala" e Jaime Camil              | Auditório Nacional                      | Cidade do México |
| 2020 | 3 de novembro  | Camilo e Evaluna Montaner                     | Show Virtual                            | Cidade do México |
| 2021 | 7 de setembro  | Bryan SKabeche, Eddy SKabeche e Fede Vigevani | Show Virtual                            | Cidade do México |
| 2022 | 27 de agosto   | Danna Paola, Alex Hoyer e Luis de la Rosa     | Auditório Nacional                      | Cidade do México |
| 2023 | 26 de agosto   | Juanpa Zurita e Macarena Achaga               | Auditório Nacional                      | Cidade do México |
| 2024 | 16 de novembro | Ángela Aguilar e Michael Ronda                | Auditório Nacional                      | Cidade do México |

## História

### Miss Premios Nick (2003)
Mis Premios Nick foram os primeiros prêmios que a Nickelodeon realizou na América Latina e os únicos que não levavam o nome de Kids' Choice, mas foram parte da dita premiação. Realizaram-se em 15 de maio de 2003 em Six Flags México, foi conduzido pelos atores Arath da Torre, Wendy Gonzalez e o comediante Yordi Rosado. 
No entanto, após esta primeira edição, nunca mais se voltou a realizar no México até 2010, que decidiram lançar uma nova versão dos prêmios levando pela primeira vez o nome de Kids' Choice Awards México.

### Kids' Choice Awards México
Kids' Choice Awards México 2010
Nickelodeon anunciou em 2010 que a entrega dos prêmios Kids' Choice Awards ia ser celebrada pela primeira vez no México D.F. no sábado 4 de setembro de 2010 no Teatro Chinês de Six Flags México com o nome de Kids' Choice Awards México2010. Esta cerimónia teve como apresentadora a cantora Anahí (quem ganhou dois prêmios) e o comediante, apresentador e também cantor Omar Chaparro.
Kids' Choice Awards México 2011
Nickelodeon anunciou que a entrega de prêmios Kids' Choice Awards México 2011 ia ser celebrado pelo segundo ano consecutivo no México D.F. no sábado 3 de setembro, no Teatro Chinês de Six Flags México. A cerimónia contou com a condução dos cantores Danna Paola e Brian Amadeus onde se apresentou pela primeiro vez o grupo pop juvenil Eme 15 interpretando seu tema "Wonderland" da série Miss XV.
Kids' Choice Awards México 2012
Para 2012 a Nickelodeon anunciou que os Kids' Choice Awards México 2012 lançariam 8 categorias de pré-indicados e 16 categorias de indicados. Cada categoria contava com quatro indicados, incluindo programas de televisão, música, esportes e demais secções. O anfitrião deste evento foi o actor Jaime Camil.
Esta edição não se levou a cabo no Teatro Chinês de Six Flag's México, mas sim no Pepsi Center WTC da Cidade de México, D.F.. Os ganhadores da entrega foi a série Miss XV e o grupo Eme 15.
Kids' Choice Awards México 2013
Os Kids' Choice Awards México 2013 iam ocorrer no Pepsi Center WTC da cidade de México e foram confirmados por Jaime Camil nos KCA México 2012 ao final do show. O 10 de junho de 2013 deu-se a conhecer o primeiro promocional da premiação através da Nickelodeon, unicamente anunciando que seriam "muito cedo". Em 17 de junho de 2013 começou a votação dos prenominados. E em 8 de julho começou a votação final dos nominados da cada categoria, ademais, pela primeira vez nestes prêmios incluiu-se a Colômbia em duas categorias especiais, "Melhor artista musical" e "Personagem do ano". O 16 de agosto deu-se a conhecer que Jaime Camil regressaria como anfitrião da entrega e contaria com as atuações musicais da boy band Big Time Rush.
Kids' Choice Awards México 2014
A edição dos Kids' Choice Awards México 2014 realizou-se novamente no Pepsi Center WTC da cidade de México o 20 de setembro de 2014. A primeira fase de votação dos nominados iniciou o 15 de julho de 2014, e a segunda fase de votação final, com os nominados oficiais, iniciou desde o 12 de agosto de 2014. Em 25 de setembro de 2014 transmitiu-se em Nickelodeon a partir das 19h30. De 26 de setembro de 2014 ao 28 de setembro de 2014 realizou-se a repetição do mesmo em dito canal. Os anfitriões destes prêmios foram o cantor e apresentador de televisão Roger Gónzalez e a cantora mexicana Paty Cantú.
Kids' Choice Awards México 2015
A edição dos Kids' Choice Awards México 2015 ocorreu pela primeira vez no Auditório Nacional em 15 de agosto de 2015. Emitiram-se pela Nickelodeon em 20 de agosto de 2015 e posteriormente no Canal 5 de Televisa. Nesta ocasião os anfitriões foram o jovem influencer e artista Mario Bautista e a atriz e cantora Maite Perroni, além de contar com as apresentações musicais de CD9, Heffron Drive, Urband5 e outros artistas.
Kids' Choice Awards México 2016
A edição dos Kids' Choice Awards México 2016 realizou-se em 20 de agosto de 2016 no Auditório Nacional, e foi conduzido pelo youtuber Sebastián Villalobos e a apresentadora de televisão Galilea Montijo, tendo convidados musicais como o colombiano Sebastián Yatra, a mexicana Doce María, o duo estadunidense Tem*Ash e os grupos Urband5 e CD9.
Kids' Choice Awards México 2017
A edição dos Kids' Choice Awards México 2017 realizou-se no dia 19 de agosto de 2017 às 20 horas. Mario Bautista repetiu como apresentador acompanhado desta vez por uma estrela de Youtube, Caeli, e contou com as apresentações musicais de Rio Roma, o grupo estadunidense Fifth Harmony e CNCO, entre outros convidados. Os prêmios foram transmitidos na terça-feira 22 de agosto às 8 da tarde pela Nickelodeon e na sexta-feira 25 de agosto por Canal 5 de Televisa às 6:30 da tarde.
Kids' Choice Awards México 2018
A edição dos Kids' Choice Awards México 2018 realizou-se no sábado 18 de agosto às 12 no Auditório Nacional e foi transmitido o 21 de agosto. Contou com a participação dos Polinesios como condutores. Incluía o duo estadunidense Tem*Ash, o cantor de origem dominicana Prince Royce, o porturiquenho Luis Fonsi e CD9 como apresentações da cerimónia.
Kids' Choice Awards México 2019
A edição dos Kids' Choice Awards México 2019 levou-se a cabo no sábado 17 de agosto às 12 a.m no Auditório Nacional e foi transmito o 20 de agosto. Contou com a participação da Bala e Jaime Camil como condutores. Incluíam Daddy Yankee e Pedro Capou com Camilo e MYA como apresentações da cerimónia.
Kids' Choice Awards México 2020
A edição dos Kids' Choice Awards México 2020 levaram-se a cabo o 3 de novembro de 2020 em formato digital, conduzidos pelo cantor colombiano Camilo e a actriz e cantora venezuelana Evaluna Montaner. Como co-host estiveram desde México os irmãos Bryan e Eddy Skabeche.Os prêmios foram produzidos nos estudos de México e Colômbia, ademais com participação da equipa estabelecida em Buenos Aires, Argentina, transmitiram-se por Nickelodeon de Latinoamérica, Facebook Live e Youtube.
Kids' Choice Awards México 2021
A edição dos Kids' Choice Awards México 2021 levaram-se a cabo o 7 de setembro de 2021 através de Nickelodeon. Ao igual que no ano anterior os prêmios se realizaram virtualmente e foram conduzidos pelas personalidades de internet Bryan SKabeche, Eddy SKabeche e Fede Vigevani.A cerimónia, além de ser transmitida pelo canal, contou com a transmissão ao vivo por Youtube e Facebook.
Kids' Choice Awards México 2022
A edição do Kids' Choice Awards México 2022 chegou ao cabo em 30 de agosto de 2022 para a Nickelodeon. por primera vez a lo largo de 2 anos se va hacer presencial e fueron conduzido pelas personalidades Alex Hoyer, Danna Paola e Luis de la Rosa. A cerimônia, ademais de ser transferida para o canal, contém a transmissão ao vivo por Youtube e Facebook , Pluto TV .